# تپه قلعه کافران ۱
تپه قلعه کافران ۱ مربوط به سده‌های اولیه دوران‌های تاریخی پس از اسلام است و در شهرستان قزوین، بخش طارم سفلی، روستای زرند واقع شده و این اثر در تاریخ ۲ آبان ۱۳۸۲ با شمارهٔ ثبت ۱۰۵۵۰ به‌عنوان یکی از آثار ملی ایران به ثبت رسیده است.